# La Canourgue
La Canourgue – miejscowość i gmina we Francji, w regionie Oksytania, w departamencie Lozère. W 2013 roku populacja gminy wynosiła 2220 mieszkańców. Przez teren gminy przepływa rzeka Lot. 